# Eugénio Lisboa
Eugénio Lisboa (Lourenço Marques, 25 de mayo de 1930-Lisboa, 9 de abril de 2024) fue un ensayista y crítico literario portugués especialista en José Régio.

## Biografía
Nacido en Lourenço Marques, (actual Maputo,  Mozambique), en 1947 va a Lisboa para su formación académica y por obligaciones del servicio militar. Se licenció en 1953 en Ingeniería Electrotécnica, por el Instituto Superior Técnico. En 1976, se muda a Francia donde es adjunto del director mundial de explotación en la Compagnie de Française des Pétroles. El ramo petrolífero fue su especialidad profesional durante 20 años (1958-78). Pero, entre 1974 y 1978, acumuló esa actividad con la docencia de cursos de Literatura Portuguesa, en las universidades de Lourenço Marques, Pretória (1974-75) y Estocolmo (1977-78). Ejerció también funciones diplomáticas, ocupando durante 17 años consecutivos (1978-95) el cargo de consejero cultural de la Embajada de Portugal en Londres. Presidió a la Comisión Nacional de la UNESCO (1996-98). 
Crítico y ensayísta, dedicó exigente atención a la obra de José Régio a partir de José Régio: Antología, Nota Bibliográfica y Estudio (1957). Aún en Mozambique, codirigió con Rui Knopfli cuadernos literarios de diarios no afectos al régimen, casos de La Tribuna y La Voz de Mozambique. La generalidad de los ensayos que escribió y publicó en Mozambique en los dos volúmenes de Crónica de los Años de la Peste (1973 y 1975; tomo único desde 1996). Hizo teatro radiofónico en el Radio Club de Mozambique, a partir de textos de Jean Racine, Ibsen y Régio. Colaboró en numerosas revistas y periódicos moçambicanos - Diario de Mozambique, Noticias de la Riba, Objetiva, Paralelo 20 - y portugueses - Periódico de Letras, La Capital, Diario Popular, El Tiempo y el Modo, Colóquio-Letras, Nueva Renascença, Océanos, Leer, entre otras. Es profesor de la Universidad de Aveiro.
Es doctor honoris causa por la Universidad de Nottingham, de Reino Unido (1988) y por la Universidad de Aveiro (2002). Fue distinguido con el grado Oficial de la Orden del Infante D. Henrique.
Eugénio Lisboa usó los pseudónimos Armando Vieira de Sá, John Land y Lapiro de Fonseca.

## Obra
- José Régio: nota bio-bibliográfica, examen crítico y bibliografía (1957);
- José Régio: la obra y el hombre (1976);
- José Régio: una palabra viva (1978);
- El segundo modernismo en Portugal (1984);
- Jorge de Sena (1984);
- El particular, el nacional y el universal (1985);
- Poesía portuguesa: del Orpheu al Neo-realismo (1986);
- Las veinticinco notas del texto (1987);
- José Régio: una literatura viva (1992);
- Crónica de los años de la peste (1996);
- David Mourão-Ferreira: la obscura claridad de las estrellas (revista LEER, 1997);
- La materia intensa (1999);
- El objeto celebrado: miscelánea de ensayos, estudios y crítica (1999);
- El océano ilimitable (2001);
- El esencial sobre José Régio (2001);
- Indicios de oiro (2009);
- Lea Régio (2010);
- Acta est fabula: memorias (2012);
- Correspondencia con José Régio (2016).